# Ramnäs kyrka
Ramnäs kyrka är en kyrkobyggnad i Västerås stift. Sedan 2014 är den församlingskyrka i Sura-Ramnäs församling. 
Kyrkobyggnaden med omgivande kyrkogård ligger nedanför Strömsholmsåsen, omgiven av jordbruksmarker utmed Kolbäcksån. Strax söder om kyrkplatsen ligger korsningen mellan riksväg 66 och länsväg 252.  
Kyrkobyggnaden och den agrara miljön utmed dalgången i väster ingår i område av riksintresse för kulturmiljövården. 

## Kyrkobyggnaden
Ramnäs kyrka har ett stort omfång, till följd av upprepade utbyggnader. Dess yttre är ändå sammanhållet. Långhuset har en nästan kvadratisk plan, bestående till två tredjedelar av mitt- och sidoskepp, till en tredjedel av kor och flankerande smårum med rundade hörn i öster. I väster finns torn med vapenhus. Kyrkans arkitektur präglas till såväl exteriör som interiör av 1700-talets stilideal. 

## Historik
Den ursprungliga kyrkobyggnaden, troligen uppförd på 1400-talet, omfattade långhus murat av gråsten, med sakristia utbyggd mot norr. Ett brant sluttande sadeltak var sannolikt spåntäckt. Redan tidigt fanns sannolikt klockstapel. 
Ett vapenhus utbyggdes 1653 på långhusets västra gavel. Samtidigt slogs trätunnvalv över kyrkorummet. Ett sidoskepp utbyggdes 1685-87 på södra sidan. Över vapenhuset inleddes 1713 ett tornbygge, som tycks ha pågått i många år. Tornets kompletterades 1740 med nuvarande lanternin och lökformig kupol, under ledning av byggmästare Anders Boman från Köping. Klockorna flyttades från den då förfallna klockstapeln. 
Vid om- och tillbyggnad 1791-92 fick kyrkan dagens omfång,  efter ritningar av byggmästare Johan Sundberg. Dåvarande sakristian mot norr revs. På norra sidan byggdes ett sidoskepp, symmetriskt med södra sidans. Kyrkan förlängdes österut för att få ett nytt kor, med flankerande sidopartier.  
Vid yttre upprustning 1843-46 ersattes spåntäckning med järnplåt. Även lanterninen plåt kläddes. Alltjämt befintliga fönstersnickerier insattes. Kyrkans fasader färgsattes i gult och vitt, en färgsättning de haft alltsedan dess. 
År 1887 lades nya golv i kyrkan, altarrunden ombyggdes och kyrkorummet fick sin nuvarande, öppna bänkinredning, tillverkad av lokalt verksamme snickaren Per Olof Östling.  
Kyrkan fick 1932 vattenburen centralvärmeanläggning, vars panncentral placerades i sidoutrymmet söder om koret. 
Vid yttre upprustning 1954 ersattes yttertakets mer än 100-år gamla järnplåtar med kopparplåt. 
Vid inre renovering 1975 målades plastfärg på kyrkorummets tak och väggar.  
2004 ersattes yttertakets kopparplåt från 1954 med ny, dubbelfalsad. Samtidigt skedde senaste fasadrenoveringen. 
2006 brandskadades kyrkan. Branden började i en kyrkport, men släcktes snabbt. Porten och golvet ett par meter in förstördes och resten av kyrkan rökskadades. Vid saneringen som följde borttogs all plastfärg från 1975. Kyrkorummet återfick målning med mer traditionella färgtyper. Altaruppsatsen restaurerades till mer ursprungligt skick. 
I september 2011 upptäcktes att tjuvar nattetid hade tagit sig upp på kyrkan för att stjäla delar av dess koppartak. I maj 2012 hade ännu ingen gripits för stölden. 

## Inventarier
- Predikstolen är från 1799, med förgyllda bildhuggerier, tillverkad av bildhuggare Jonas Holmin. Kompletterande målning gjordes 1804, visar en signatur.
- Altaruppsats är från 1799, tillverkad av bildhuggare Jonas Holmin.

### Orgel
En orgel byggdes 1707 av Johan Niclas Cahman och hade 8 stämmor. Orgeln skänktes av brukspatron Joachim Christiernin och Magdalena Petre. Orgeln såldes 1840 till Kolbäcks kyrka.
| Manual       | Pedal   |
| Gedackt 8'   | Bihängd |
| Principal 4' |         |
| Gedackt 4'   |         |
| Decima 4'    |         |
| Qvinta 3'    |         |
| Oktava 2'    |         |
| Mixtur 3'    |         |
| Dulcian 8'   |         |

- Den nuvarande orgeln byggdes 1833 av Pehr Zacharias Strand, Stockholm. Orgeln var mekanisk och hade en manual och pedal. 1937 omändrades och utökades orgeln av Åkerman & Lund, Sundbybergs stad. Då tillbyggde man ett svällverk och gjorde orgeln pneumatisk. 1957 omändrades orgeln av Frede Aagaard. Han tog bort svällverket och gjorde orgeln mekanisk igen. Han byggde även till orgeln med ett ryggpositiv.

| Ryggpositiv I   | Huvudverk II  | Pedal      | Koppel |
| Gedackt 8'      | Principal 16' | Subbas 16´ | I/P    |
| Principal 4'    | Borduna 16'   | Oktava 8'  | II/P   |
| Gedacktflöjt 4' | Principal 8'  | Oktava 4'  | II/I   |
| Blockflöjt 2'   | Gedackt 8'    | Fagott 16' |        |
| Nasat 1 1⁄3'    | Kvintadena 8' |            |        |
| Scharff 2 chor  | Vox retusa 8' |            |        |
| Regal 8'        | Oktava 4'     |            |        |
| Tremulant       | Rörflöjt 4'   |            |        |
|                 | Quinta 3'     |            |        |
|                 | Oktava 2'     |            |        |
|                 | Mixtur 4 chor |            |        |
|                 | Trumpet 16'   |            |        |
|                 | Trumpet 8'    |            |        |
|                 | Oboe 8'       |            |        |

#### Kororgel
Kororgeln byggdes 1990 av Magnussons Orgelbyggeri AB, Gunnarsjö.
| Manual            | Pedal      | Koppel  |
| Principal 8´ D    | Subbas 16´ | Man/Ped |
| Gedacht 8' B/D    |            |         |
| Principal 4' B/D  |            |         |
| Rörflöjt 4' B/D   |            |         |
| Kvinta 2 2⁄3' B/D |            |         |
| Waldflöjt 2' B/D  |            |         |

### Webbkällor
- www.svenskakyrkan.se/sura-ramnas
- www.surahammar.se
- https://www.svenskakyrkan.se/vasterasstift/kyrkor-i-vastmanland
- Sveriges Radio rapporterar om branden i Ramnäs kyrka